# Všeobecná a národní encyklopedie
Všeobecná a národní encyklopedie ve 20 svazcích (chorvatsky Opća i nacionalna enciklopedija u 20 knjiga, někdy též Encyklopedie Proleksis) je všeobecná národní chorvatská encyklopedie. Vycházela od května 2005 do konce roku 2007.

## Popis
Encyklopedie vycházela postupně po jednom svazku měsíčně spolu s deníkem Večernji list. Do konce roku 2007 vyšlo všech 20 svazků. V roce 2009 byl vydán dodatek 21. knižní vydání a verze na DVD.
Celková edice čítá dvacet svazků, na celkem 6 000 stranách je 80 000 článků a 19 000 ilustrací. 
Chorvatská encyklopedie se více zaměřuje na moderní dějiny Chorvatska od 90. let 20. století. Je výrazně menší než někdejší Jugoslávská všeobecná encyklopedie, která vycházela v letech 1977-1982. Celková délka textu oproti jugoslávské verzi je jen asi poloviční až třetinové, pouze některé články, týkající se událostí za posledních zhruba 30 let, jsou obsáhlejší. Chorvatská encyklopedie navíc neobsahuje velké mapy ani reprodukce uměleckých děl.
Vydavateli jsou nakladatelství Pro Leksis a deník Večernji list. Hlavním redaktorem encyklopedie je Antun Vujić. 

## Online verze
Online verze encyklopedie o rozsahu asi 62 000 článků byla představena v dubnu 2009 jako výsledek spolupráce chorvatské akademické a výzkumné sítě CARNet a společnosti Pro Leksis za podpory chorvatského Ministerstva vědy, školství a sportu.
Redakční radu encyklopedie tvoří 9 osob a celkem se na tvorbě encyklopedie podílelo více než 50 redaktorů, spolupracovníků a autorů článků.